# Listestemme
Listestemmer er stemmer som er afgivet ved et valg på en kandidatliste, men ikke som en personlig stemme på en kandidat. Er der anvendt partiliste, bruges listestemmerne ud over til mandatfordelingen til udvælgelsen af kandidater ved hjælp af fordelingstallet.